# نيل كوبر (لاعب كرة قدم)
نيل كوبر (بالإنجليزية: Neale Cooper) (24 نوفمبر 1963 بدارجلينغ في الهند - 28 مايو 2018 بأبردين في المملكة المتحدة) هو مدرب كرة قدم ولاعب كرة قدم بريطاني في مركز الوسط. شارك مع منتخب اسكتلندا تحت 21 سنة لكرة القدم. أما مع النوادي، فقد لعب مع أستون فيلا ودونفرملين أثلتيك ونادي أبردين ونادي روس كاونتي ونادي ريدنغ ونادي رينجرز.

## وصلات خارجية
- نيل كوبر على موقع قاعدة بيانات كرة القدم.إي يو (الإنجليزية)
- نيل كوبر على موقع Soccerbase.com (لاعب) (الإنجليزية)